# Radiocompas
Radiocompasul este un aparat de radiorecepție instalat la bordul unui avion, care serveste la determinarea direcției de zbor a acestuia în raport cu un post terestru de radionavigație, ale cărui semnale le recepționează.